# Martí Riverola
Martí Riverola Bataller (Barcellona, 26 gennaio 1991) è un calciatore spagnolo, centrocampista dell'Inter Escaldes.

## Caratteristiche tecniche
Dotato di buone qualità tecniche. Longilineo, bravo nella giocata importante. Può essere impiegato in un centrocampo a tre come interno per sfruttare anche gli inserimenti senza palla. È stato utilizzato anche come attaccante esterno.

## Carriera

### Club
La sua carriera comincia nelle giovanili del Barcellona all'età di 6 anni. Fa il suo esordio con il Barcellona B giocando 30 minuti della partita contro il Villareal B.
Nel gennaio del 2011 si trasferisce in prestito al Vitesse, squadra militante nell'Eredivisie (la massima serie del campionato olandese). La squadra giallonera termina la stagione al quindicesimo posto in campionato.
Il giocatore quindi a giugno ritorna in Spagna. Durante la stagione 2011-2012 esordisce in Champions League con la prima squadra, nella gara vinta dal Barcellona contro il BATE Borisov per 4-0.
Il 6 giugno del 2012 viene prelevato a parametro zero dal Bologna. Il 20 gennaio 2013 arriva il debutto in campionato nella sfida di San Siro contro il Milan. Durante la sua permanenza al Bologna viene prestato al Maiorca e all'Altach.
Scaduto il suo contratto, si lega al Foggia Calcio, firmando un biennale. Sigla il suo primo gol in campionato con la maglia del Foggia il 18 aprile 2016 contro l'Akragas: è il gol della vittoria del Foggia per 2 a 1, con uno spettacolare tiro a giro di destro. Il 29 maggio 2016 segna contro il Lecce, nella semifinale di ritorno dei playoff, con un imprendibile tiro fuori area che si insacca all'incrocio dei pali.
Il 24 gennaio 2017, in scadenza di contratto, viene acquistato a titolo definitivo dalla Reggiana.
Rimasto svincolato in seguito al fallimento degli emiliani, il 16 agosto 2018 viene tesserato dall'Ibiza.

## Statistiche

### Presenze e reti nei club
Statistiche aggiornate al 21 agosto 2018.
| Stagione            | Squadra             | Campionato          | Campionato | Campionato | Coppa nazionale | Coppa nazionale | Coppa nazionale | Coppe europee | Coppe europee | Coppe europee | Altre coppe | Altre coppe | Altre coppe | Totale | Totale |
| Stagione            | Squadra             | Comp                | Pres       | Reti       | Comp            | Pres            | Reti            | Comp          | Pres          | Reti          | Comp        | Pres        | Reti        | Pres   | Reti   |
| ------------------- | ------------------- | ------------------- | ---------- | ---------- | --------------- | --------------- | --------------- | ------------- | ------------- | ------------- | ----------- | ----------- | ----------- | ------ | ------ |
| 2009-2010           | Barcellona B        | SD                  | 2          | 0          | -               | -               | -               | -             | -             | -             | -           | -           | -           | 2      | 0      |
| 2010-2011           | Barcellona B        | SD                  | 4          | 0          | -               | -               | -               | -             | -             | -             | -           | -           | -           | 4      | 0      |
| gen.-giu. 2011      | Vitesse             | E                   | 15         | 2          | CO              | -               | -               | -             | -             | -             | -           | -           | -           | 15     | 2      |
| 2011-2012           | Barcellona          | PD                  | 0          | 0          | CR              | 0               | 0               | UCL           | 1             | 0             | SS          | -           | -           | 1      | 0      |
| 2011-2012           | Barcellona B        | SD                  | 31         | 5          | -               | -               | -               | -             | -             | -             | -           | -           | -           | 31     | 5      |
| Totale Barcellona B | Totale Barcellona B | Totale Barcellona B | 37         | 5          |                 |                 |                 |               |               |               |             |             |             | 38     | 5      |
| 2012-2013           | Bologna             | A                   | 1          | 0          | CI              | 2               | 0               | -             | -             | -             | -           | -           | -           | 3      | 0      |
| 2013-2014           | Maiorca             | SD                  | 15         | 1          | CR              | 1               | 0               | -             | -             | -             | -           | -           | -           | 16     | 1      |
| 2014-2015           | Altach              | BL                  | 4          | 0          | ÖC              | 1               | 0               | -             | -             | -             | -           | -           | -           | 5      | 0      |
| 2015-2016           | Foggia              | LP                  | 21+5       | 1+1        | CI+CI-LP        | 3+6             | 0               | -             | -             | -             | -           | -           | -           | 35     | 2      |
| 2016-gen. 2017      | Foggia              | LP                  | 16         | 1          | CI+CI-LP        | 2+3             | 0               | -             | -             | -             | -           | -           | -           | 21     | 1      |
| Totale Foggia       | Totale Foggia       | Totale Foggia       | 37+5       | 2+1        |                 | 14              | 0               |               | -             | -             |             | -           | -           | 56     | 3      |
| gen.-giu. 2017      | Reggiana            | LP                  | 8+2        | 0          | CI+CI-LP        | 0               | 0               | -             | -             | -             | -           | -           | -           | 10     | 0      |
| 2017-2018           | Reggiana            | C                   | 31+3       | 2+0        | CI+CI-C         | 0+1             | 0               | -             | -             | -             | -           | -           | -           | 35     | 2      |
| Totale Reggiana     | Totale Reggiana     | Totale Reggiana     | 39+5       | 2          |                 | 1               | 0               |               | -             | -             |             | -           | -           | 45     | 2      |
| 2018-2019           | Ibiza               | SDB                 | 10         | 0          | CR              | 0               | 0               | -             | -             | -             | -           | -           | -           | 10     | 0      |
| Totale carriera     | Totale carriera     | Totale carriera     | 158+10     | 12+1       |                 | 19              | 0               |               | 1             | 0             |             | -           | -           | 188    | 13     |

## Palmarès

### Club

#### Competizioni nazionali
- Coppa Italia Lega Pro: 1

Foggia: 2015-2016